# Girls Guns and Blood
Pour plus de détails, voir Fiche technique et Distribution.
Girls Guns and Blood est un film américain réalisé par Robert Rowland et Thegin German, sorti en 2019.

## Synopsis
Un bordel au Texas se fait voler par une bande organisée. Les prostituées ne vont pas se laisser faire, elles vont traquer les voleurs, les piéger un par un sexuellement et les éliminer de manière violente.

## Fiche technique
- Titre : Girls Guns and Blood
- Réalisation : Robert Rowland et Thegin German
- Scénario : Robert Rowland et Jeff O'Brien
- Directeur de la photographie : Curtis Leitko III
- Montage : Joshua Reyna
- Musique :
- Producteur : Marty Diaz et Kevin Squyres
- Producteur associé : Christine Nguyen et Jake Reidenbach
- Producteur exécutif : Robert Rowland et Tony Myers
- Sociétés de production : Gaucho Productions, Porr Hund Entertainment, Rowling Bones Productions
- Sociétés de distribution :
- Pays d'origine :  États-Unis
- Langue originale : anglais
- Lieu de tournage : Brenham, Texas, États-Unis
- Format : couleur
- Genre : Action, comédie
- Durée : minutes (1 h)
- Dates de sortie :
  - États-Unis : 23 avril 2019

## Distribution
- Christine Nguyen : Kitty
- Cherie DeVille : Vixen
- Cody Renee Cameron : Angel
- Rebecca Love : Monique
- Britney Amber : Trix
- Kleio Valentien : Berretta
- Danielle Evon Ploeger : Emily
- Sarah Wyckoff : Cousin
- Holly Reidenbach : Loni
- James W. Evermore : Jamie
- Travis Dunn : Goomba
- Woody Almazan : Kaiser